# Zsuzsa Czene (Biathletin)
Zsuzsanna „Zsuzsa“ Czene (* 20. März 1980) ist eine ungarische Biathletin.
Zsuzsa Czene nahm 1998 in Jericho und 1999 in Pokljuka an Junioren-Weltmeisterschaften teil. 1998 erreichte sie die Ränge 47 im Sprint und 52 im Einzel, 1999 wurde sie 50. im Einzel und 67. im Sprint. Es dauerte zehn Jahre, bis Czene wieder international in Erscheinung trat. In Oberhof nahm die Ungarin an den Sommerbiathlon-Weltmeisterschaften 2009 teil und belegte die Plätze 28 im Sprint und 25 im Verfolgungsrennen. Seit der Saison 2009/10 startet sie auch im IBU-Cup. Ihr erstes Rennen bestritt sie mit einem Sprint in Ridnaun, bei dem sie den 90. Platz erreichte. Ihre besten Resultate erlief sie 2010, in einem Einzel in Nové Město na Moravě erreichte sie den 53. Platz, beim Sprint in Pokljuka lief sie gegen Saisonende auf Platz 48.